# Theo dõi văn hóa
Trong UFO học, theo dõi văn hóa là xu hướng các báo cáo UFO thay đổi nội dung của chúng theo thời gian phù hợp với những biến đổi văn hóa.

## Ví dụ
Vật thể bay không xác định đã được ghi nhận từ lâu trong lịch sử nhân loại, nhưng công nghệ được xác minh luôn là một sự biến tướng của dạng công nghệ hoặc viễn tưởng thời nay, và "công nghệ UFO theo dõi những gì nền văn hóa của chúng ta có nhưng hiếm khi vượt quá mức." Khi hàng không chỉ giới hạn ở khinh khí cầu, các báo cáo về UFO bao gồm những câu chuyện kể về loại khí cầu bí ẩn. Theo như báo cáo trong thập niên 1890 cho biết những khí cầu này tỏ ra khác biệt so với công nghệ của nhân loại bởi kích thước khổng lồ của chúng, nhưng chúng vẫn cần đến cánh quạt. Những chiếc đĩa bay sau này cũng là một phiên bản kỳ lạ của công nghệ hàng không vũ trụ hiện tại; như John Spencer lưu ý trong cuốn The UFO Encyclopedia (Bách khoa toàn thư UFO): "Các nhân chứng trên đĩa bay cho biết, ví dụ, các bộ đếm số nhỏ trên bảng điều khiển của đĩa bay, nhưng chúng ta không có báo cáo về các chỉ số thạch anh lỏng cho đến khi chính chúng ta phát minh ra chúng."
Những báo cáo UFO này còn lần theo xu hướng khoa học viễn tưởng vốn thịnh hành vào thời điểm đó. Những lời kể của nhân chứng về việc UFO làm ngừng hoạt động của động cơ ô tô và đèn xe đã không xuất hiện cho đến khi một hiệu ứng tương tự xuất hiện trong bộ phim năm 1951 nhan đề The Day the Earth Stood Still (Ngày Trái Đất ngừng quay). Tương tự, bộ phim Close Encounters of the Third Kind (Tiếp xúc cự ly gần loại thứ ba) có tác dụng tiêu chuẩn hóa các câu chuyện về người ngoài hành tinh thuộc chủng Xám với đôi mắt đen hoàn toàn, mặc dù đây lại là phát minh của chuyên viên phụ trách hiệu ứng đặc biệt trong phim tên là Carlo Rambaldi.

## Giải thích
Theo dõi văn hóa dường như làm mất uy tín của giả thuyết ngoài Trái Đất (ETH) đơn giản như một lời giải thích về UFO. Giả thuyết tâm lý xã hội (PSH) đã bác bỏ ý kiến cho rằng UFO là phi thuyền của người ngoài hành tinh, và đưa ra lời giải thích đơn giản nhất: UFO và chủ nhân của chúng chỉ là sự tưởng tượng. Tuy vậy, một số người tin vào chuyến viếng thăm của người ngoài hành tinh đã chấp nhận ý tưởng theo dõi văn hóa, cho rằng "thực thể siêu Trái Đất" tân tiến có khả năng cố tình thay đổi cách chúng xuất hiện với con người. Những người ủng hộ "giả thuyết liên chiều" (IDH) tin tưởng rằng những sinh vật này đôi khi có thể hiện diện theo phong cách khoa học viễn tưởng thập niên 1950, nhưng họ cũng có thể xuất hiện như loài tiên, thiên thần, ma hoặc bất kỳ sinh vật siêu nhiên nào khác. Thế nhưng họ có thể không đồng ý về động thái của người ngoài hành tinh khi làm vậy. Jacques Vallée trong cuốn sách Passport to Magonia (Hộ chiếu đến Magonia), và John Keel, trong ấn phẩm năm 1970 của ông có tựa đề Operation Trojan Horse (Chiến dịch Ngựa thành Troy), đôi lúc được coi là những kẻ chủ mưu của xu hướng này.